# Prima Lega 1989-1990 (Kuwait)
La Kuwait Premier League 1989-1990 è la 29ª edizione della massima competizione nazionale per club del Kuwait, la squadra campione in carica è l'Al-Arabi Sporting Club.

## Classifica
|                   | Pos. | Squadra     | G  | V  | N  | P  | GF | GS | Pt |
| ----------------- | ---- | ----------- | -- | -- | -- | -- | -- | -- | -- |
| Kuwait (bandiera) | 1    | Al-Jahra    | 21 | 11 | 7  | 3  | 20 | 8  | 40 |
|                   | 2    | Al-Arabi    | 21 | 10 | 7  | 4  | 27 | 15 | 37 |
|                   | 3    | Kazma       | 21 | 8  | 8  | 5  | 24 | 16 | 32 |
|                   | 4    | Kuwait SC   | 21 | 6  | 10 | 5  | 18 | 17 | 28 |
|                   | 5    | Al-Qadisiya | 21 | 7  | 6  | 8  | 19 | 19 | 27 |
|                   | 6    | Al-Salmiya  | 21 | 6  | 9  | 6  | 18 | 18 | 27 |
|                   | 7    | Al-Yarmouk  | 21 | 3  | 8  | 10 | 15 | 28 | 17 |
|                   | 8    | Al-Naser    | 21 | 2  | 7  | 12 | 13 | 33 | 13 |

Legenda:

      Campione del Kuwait 1989-1990, ammessa al Campionato d'Asia per club 1991-1992 

      Ammesse alla Coppa delle Coppe dell'AFC 1991-1992

Note:
Tre punti a vittoria, uno a pareggio, zero a sconfitta.